# Gösta Salén
Gösta Antenor Salén (* 4. Januar 1922 in Stockholm; † Februar 2002 ebenda) war ein schwedischer Segler.

## Erfolge
Gösta Salén, der für den Kungliga Svenska Segelsällskapet segelte, nahm in der 6-Meter-Klasse an den Olympischen Spielen 1948 in London teil, bei denen er die Bronzemedaille gewann. Mit der Ali-Baba II sicherte er sich gemeinsam mit Skipper Tore Holm sowie Martin Hindorff, Torsten Lord und Karl-Robert Ameln hinter dem US-amerikanischen und dem argentinischen Boot den dritten Rang.